# 39 계단 (1935년 영화)
《39 계단》(영어: The 39 Steps)은 1935년 개봉한 앨프리드 히치콕 감독의 스릴러 영화이다. 존 버컨의 소설 《39 계단》을 각색한 것으로 로버트 도넷과 매들린 캐럴이 출연하였다. 이 영화는 히치콕이 영국에서 활동하던 작품 중에 가장 뛰어난 작품으로 평가받으며 1999년에는 영국 영화 협회에서 선정한 '영국 100대 영화'에서 4위를 차지하였다.

## 줄거리
런던의 한 뮤직홀에서 미스터 메모리(와일린 왓슨)의 공연이 펼쳐지고 있는 가운데 리처드 헤니(로버트 도넷)는 자신을 아나벨라 스미스(루시 만하임)라고 소개하는 여자를 만나게 되어 집으로 데려온다. 그녀는 자신을 국적이 없는 첩보원이라고 하며 국가의 주요 기밀을 지키려는 임무를 맡고 있다고 말한다. 그녀는 또한 자신이 추적하고 있는 '39 계단'과 그 두목의 손가락이 잘려 있다고도 언급한다.
다음날 새벽에 그녀는 누군가의 공격을 받아 죽고 헤니는 누명을 써 도망자 신세가 된다. 헤니는 스미스가 가려고 했던 스코틀랜드에 가 자신의 누명을 벗으려고 한다. 도중에 기차를 타다 파멜라 (매들린 캐럴)의 신고로 잡힐 뻔한 헤니는 다리에서 가까스로 도망쳐 어느 소작인 (존 로리)의 집에 숙식하게 된다. 소작인의 아내 마가렛 (페기 애시크로프트)은 헤니가 도망자라는 사실을 알고 도와주려고 한다. 소작인이 헤니와 마가렛의 사이를 의심하여 일이 벌어지기는 하였지만 헤니는 경찰의 추적을 피해 도망간다. 헤니는 가까스로 스미스가 가려고 했던 조던 교수 (갓프리 티얼)의 집에 도착하나 그는 '39 계단'의 두목이었다.
가까스로 도망쳐 경찰에게 간 헤니는 경찰이 오히려 배신하면서 다시 도망치다가 어느 정치 집회에 가 연설을 하게 된다. 그는 거기서 다시 파멜라를 만나고 파멜라는 그를 경찰에게 신고해 경찰서로 같이 가게 된다. 그러나 경찰들은 사실 '39 계단'의 조직원이었고 헤니와 파멜라는 졸지에 수갑을 같이 차게 되면서 도망치게 된다. 전부터 헤니의 국가 기밀 이야기를 믿지 않았던 파멜라는 여관에서 그 얘기가 사실임을 알게 된다. 헤니는 조직원들이 국가 기밀을 빼돌려 외국으로 가려고 한다는 것을 알고 그들이 모인 뮤직홀에 간다.
도난당한 기밀 문서가 없다는 것을 알게 된 헤니는 곧바로 무대에 나온 미스터 메모리와 관객으로 있던 조던 교수와 계속 눈이 마주치는 것을 보고 기밀 문서를 미스터 메모리에게 외우게 시켜 빼돌리려고 했다는 것을 알게 된다. 헤니가 미스터 메모리에게 '39 계단'이 무엇이냐 묻자 메모리는 답을 하다 조던 교수의 총에 맞게 된다. 조던 교수는 곧바로 경찰에게 체포되고 메모리는 죽기 전 헤니와 파멜라에게 빼돌리려 했던 기밀을 알려 준다.

## 캐스팅
- 로버트 도넷 - 리처드 헤니
- 매들린 캐럴 - 파멜라
- 루시 만하임 - 아나벨라 스미스
- 갓프리 티얼 - 조던 교수
- 페기 애시크로프트 - 마거릿
- 존 로리 - 존 (소작인)
- 헬렌 헤이 - 루이사 조던
- 프랭크 셀리어 - 셰리프 왓슨
- 와일리 왓슨 - 미스터 메모리
- 앨프리드 히치콕 - 지나가는 행인[2]

## 한국판 성우진(KBS) (1989년 1월 8일)
- 이정구 - 해니(로버트 도냇)
- 이강룡 - 메모리(와일리 왓슨)
- 설영범 - 코퍼(존 로리) / 열차 승객(거스 맥노튼)
- 엄주환 - 조단 교수(갓프리 티얼) / 열차 승객(제리 버노)
- 최옥희 - 조단의 아내(헬렌 헤이)
- 김성희 - 코퍼의 아내(페기 애시크로프트)
- 장정진 - 우유 배달부(프레데릭 파이퍼) / 의장(아이버 바나드)
- 정경애 - 파멜라(매들린 캐럴)
- 이윤선 - 형사(칼튼 홉스)
- 임은정 - 조던의 딸(엘리자베스 잉글리스) / 하녀(페기 심슨)
- 윤기황 - 보안관(프랭크 셀리)
- 유영환 - 경찰관(세인트 비숍)
- 이규화 - 형사(존 턴불)
- 김준 - 형사(매슈 볼턴)
- 유남희 - 스미스(루시 만하임)

### KBS판 스태프
- 번역 - 이원기
- 녹음 - 신낙형
- 타이틀 - 이영범
- 음악 - 이남홍
- 효과 - 박인식
- 연출 - 김현준

## 제작 과정
《39 계단》의 제작을 맡은 고몽 브리티시는 이 영화를 영국 뿐만 아니라, 미국 등 전세계적으로 개봉할 예정으로 많은 제작비를 들였다. 히치콕의 전 작품인 《나는 비밀을 알고 있다》가 4만 파운드가 들었는데, 《39 계단》은 2만 파운드가 더 든 6만 파운드를 제작비로 사용하였다. 제작비의 대부분은 로버트 도넷과 매들린 캐럴의 출연료로 사용되었다. 도넷과 캐럴은 이미 할리우드 영화에 출연한 바 있으며, 따라서 미국 관객들에게 친숙하였기 때문이다. 결과적으로 도넷과 캐럴의 출연으로 《39 계단》는 흥행에 대성공하였다. 한편 히치콕은 제임스 G. 웨어가 운전한 오토자이로로 스코틀랜드 무대를 촬영하였고, 영화 중에 오토자이로를 등장시키기도 하였다.